# Gedenkstätte für die Opfer der deutschen Besatzung

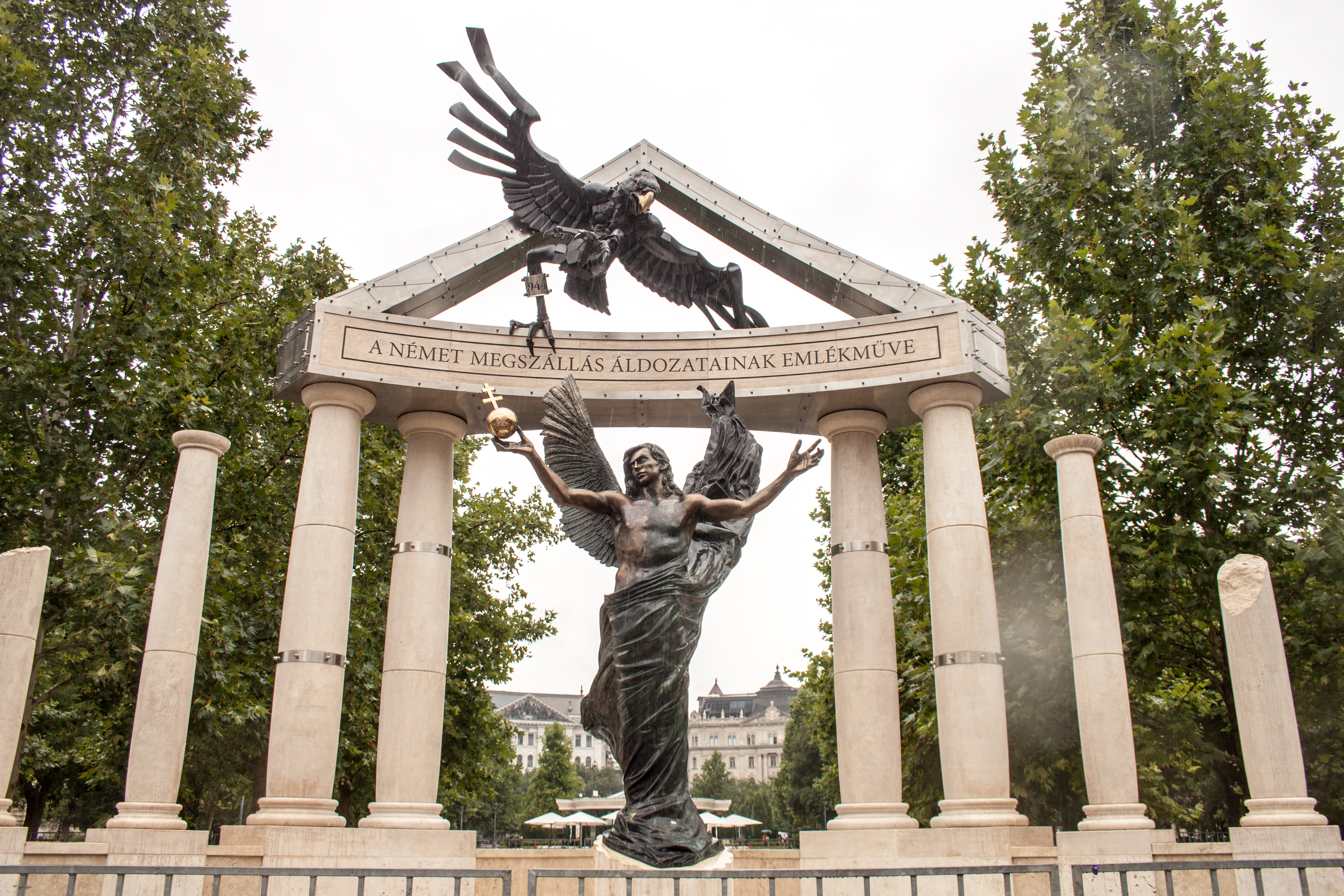
Gesamtansicht (2014)

Die Gedenkstätte für die Opfer der deutschen Besatzung (ungarisch A német megszállás áldozatainak emlékműve) während des Zweiten Weltkriegs in Ungarn befindet sich auf dem Freiheitsplatz in der ungarischen Hauptstadt Budapest. Das Denkmal wurde am 19. März 2014, dem 70. Jahrestag des Einmarschs der Deutschen Wehrmacht in Ungarn, errichtet und besteht aus einer torartigen Säulengruppe mit zentraler Gedenktafel und zwei Bronzefiguren.

## Beschreibung
Das Denkmal zeigt eine Figur des Erzengels Gabriel, in der Rechten den Reichsapfel, die Ungarn als Opfer darstellt, unter dem Reichsadler, der den Einmarsch deutscher Truppen in Ungarn symbolisiert. Die Inschrift auf dem Mahnmal lautet auf Ungarisch: 

„A német megszállás áldozatainak emlékműve“

 Das Denkmal wurde von der ungarischen Regierung unter Premierminister Viktor Orbán in Auftrag gegeben, ohne künstlerischen Wettbewerb und ohne vorhergehende Diskussion. Da seine Gestaltung schon bei Bekanntwerden der Pläne in der ungarischen Öffentlichkeit höchst umstritten war, wurde es nachts unter Absperrung des Platzes aufgestellt, und man verzichtete auf eine Einweihungsfeier.

## Kritik

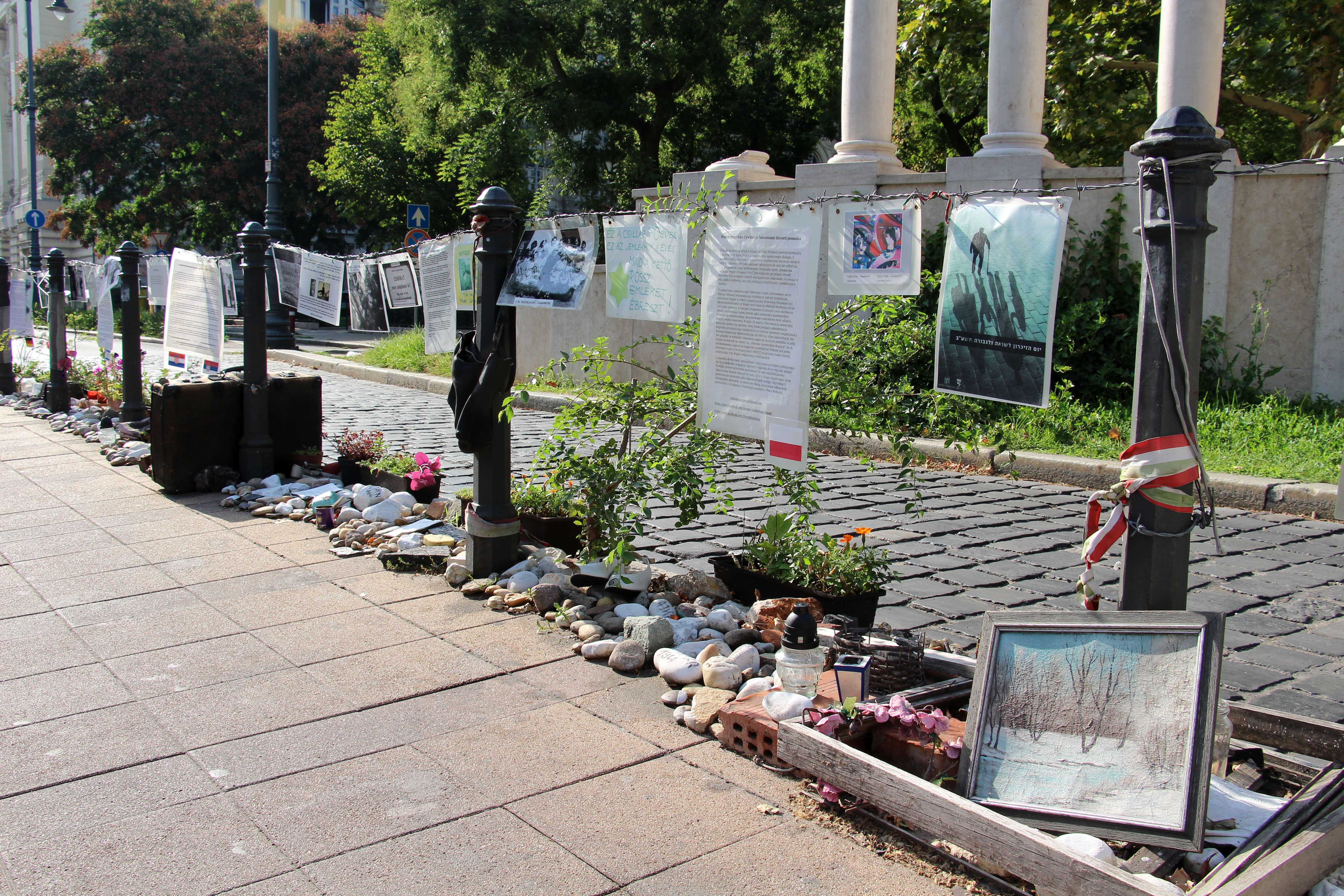
Vor dem Denkmal als Protest dauerhaft angebrachte Informationen und Gegenstände

Das Denkmal hat Kontroversen national wie international ausgelöst. Kritiker meinen, es verharmlose die ungarische Rolle im Zweiten Weltkrieg, wälze die Verantwortung für den Holocaust auf Deutschland ab und verschleiere die Verantwortung der ungarischen Regierung und Bevölkerung für die Zusammenarbeit mit den Nazis und die Unterstützung des Holocausts. Gegner des Denkmals brachten Schilder mit Lebensgeschichten und Fotos von jüdischen Verfolgten auf dem Platz vor dem Denkmal an, wo sie eine Art inoffizielles Gegendenkmal bilden und bisher nicht entfernt werden.
Trotz der Kontroversen gilt das Denkmal weiterhin ein wichtiger Teil der Erinnerungskultur in Ungarn. Der Skandal um das Denkmal sei von „bürgerlichen Wirtschaftspolitikern und ihrem Hofstaat“ verursacht worden, sagte Péter Párkányi Raab, Bildhauer und Schöpfer des Mahnmals für die Opfer der deutschen Besatzung der Zeitung Heti Válasz.